# Elbeuf
Elbeuf là một xã trong vùng hành chính Normandie, thuộc tỉnh Seine-Maritime, quận Rouen, tổng Elbeuf. Tọa độ địa lý của xã là 49° 17' vĩ độ bắc, 01° 00' kinh độ đông. Elbeuf nằm trên độ cao trung bình là 50 mét trên mực nước biển, có điểm thấp nhất là 2 mét và điểm cao nhất là 133 mét. Xã có diện tích 16,32 km², dân số vào thời điểm 1999 là 16.666 người; mật độ dân số là 1021 người/km².

## Thông tin nhân khẩu
| 1962   | 1968   | 1975   | 1982   | 1990   | 1999   |
| ------ | ------ | ------ | ------ | ------ | ------ |
| 18 988 | 19 407 | 19 116 | 17 224 | 16 604 | 16 666 |

## Các thành phố kết nghĩa
- Lingen, Đức

## Nhân vật nổi tiếng
- Trobador
- Auguste Houzeau (1829–1911), nhà hóa học
- Raoul Grimoin-Sanson (1860–1941), nhà phát minh
- Albert Vaguet (1865–1943), ca sĩ opera
- René Le Senne (1882–1954), triết gia
- André Maurois (1885–1967), thành viên của Viện Hàn lâm Pháp (Académie française)
- Georges Chauvel (1886–1962), nhà điêu khắc
- Raylambert (Raymond Gabriel Lambert) (1889–1967), họa sĩ
- Christian Argentin (1893–1955), diễn viên
- Marianne Hardy (sinh 1918), nữ diễn viên
- Franz-Olivier Giesbert (sinh 1949), nhà báo

## Địa điểm tham quan
- Viện bảo tàng của tòa đô chính
- Nhà thờ Saint-Jean